# Джордж-Уэст
Джордж-Уэст (англ. George West) — город в США, расположенный в южной части штата Техас, административный центр округа Лайв-Ок. По данным переписи за 2010 год число жителей составляло 2445 человек, по оценке Бюро переписи США в 2017 году в городе проживал 2851 человек.

## История

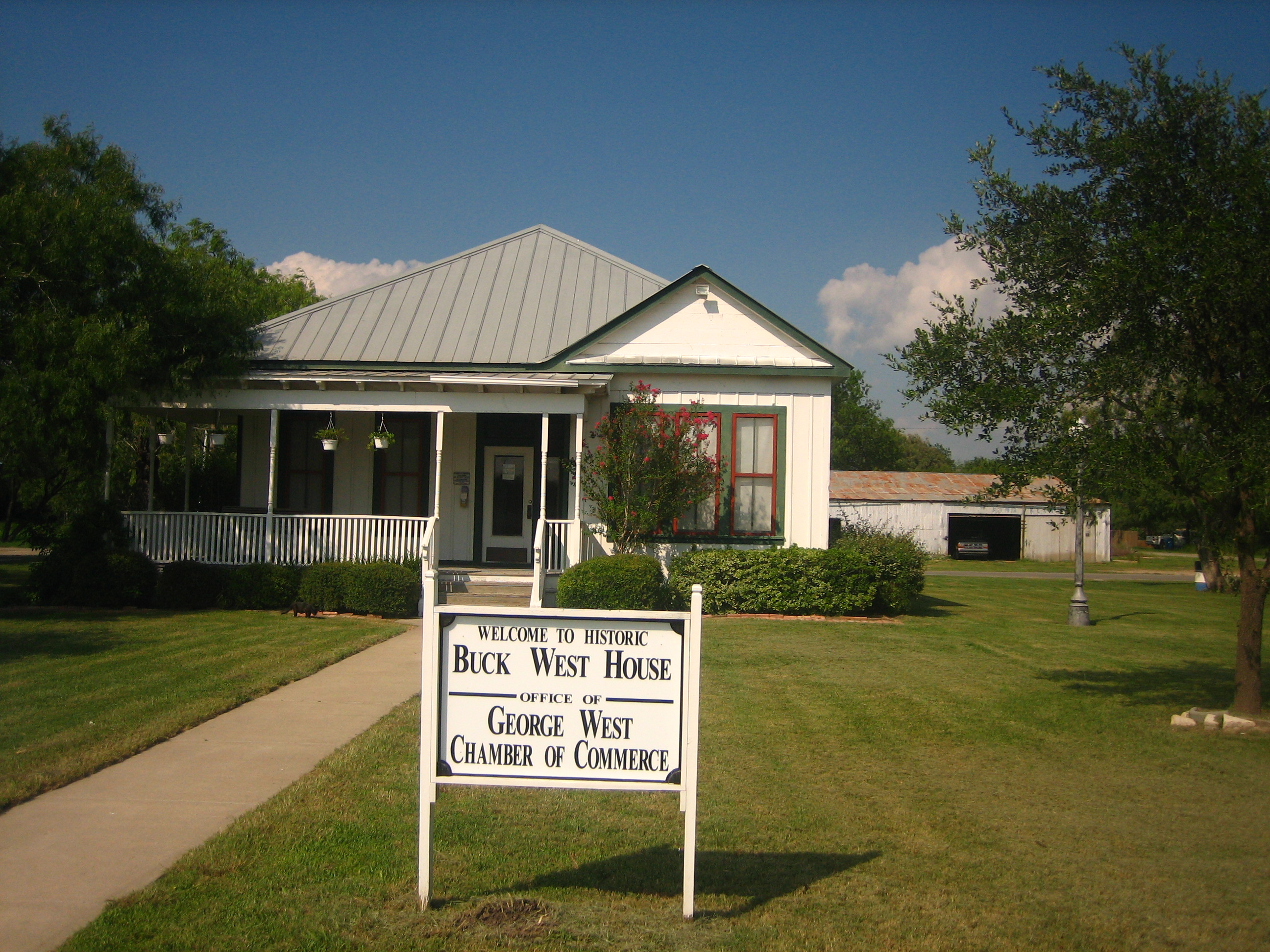
Дом Бака Уэста служит в качестве приветственного центра торговой палаты города

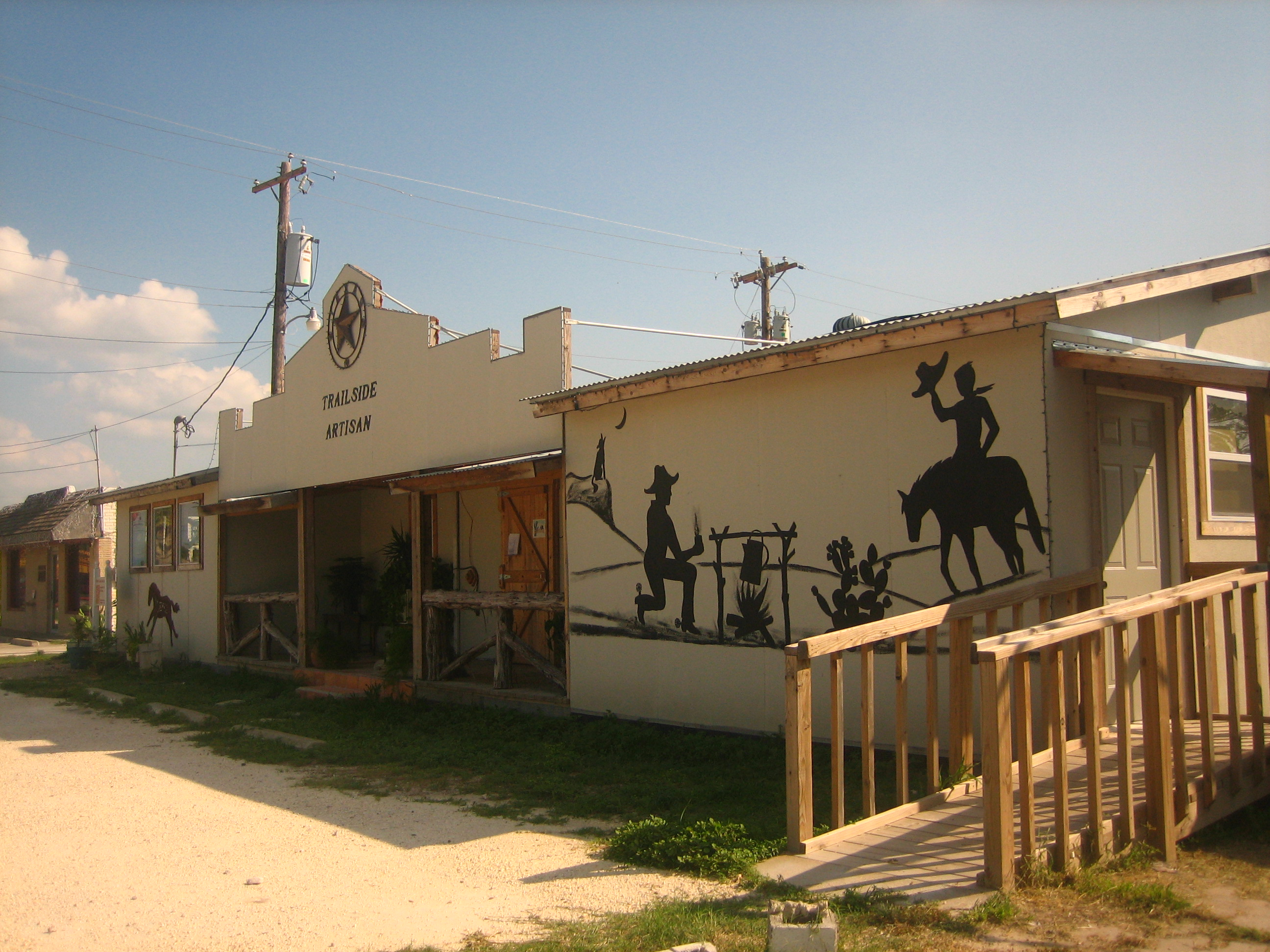
Магазин Trailside Artisan, торгующий продукцией тематики Дикого Запада

Поселение было образовано в 1912 году и названо в честь Джорджа Вашингтона Уэста, скоторода, пожертвовавшего землю и 100 000 долларов для города и железной дороги San Antonio, Uvalde and Gulf Railroad, построенной в 1913 году. В 1912 году была открыта первая школа, в 1914 прошла первая церковная служба. В 1919 году Джордж-Уэст сменил в качестве административного центра город Оквилл.
До открытия в регионе газовых и нефтяных месторождений в 1920-х годах, основными источниками доходов города были скотоводство и сельское хозяйство. Доходы от нефтяной и газовой промышленности позволили примерно удвоить прибыль города. В 1950-х годах в регионе был также обнаружен уран, высокие цены на который до 1980-х годов стали ещё одной статьёй доходов города.

## География
Джордж-Уэст находится в центральной части округа, его координаты: 28°19′48″ с. ш. 98°07′06″ з. д..
Согласно данным бюро переписи США, площадь города составляет около 5 км2, практически полностью занятых сушей.

### Климат
Согласно классификации климатов Кёппена, в Джордж-Уэсте преобладает влажный субтропический климат (Cfa).
| Показатель                                 | Янв. | Фев. | Март | Апр. | Май  | Июнь | Июль | Авг. | Сен. | Окт. | Нояб. | Дек.  | Год   |
| ------------------------------------------ | ---- | ---- | ---- | ---- | ---- | ---- | ---- | ---- | ---- | ---- | ----- | ----- | ----- |
| Абсолютный максимум, °C                    | 31,1 | 37,2 | 37,8 | 40,6 | 41,1 | 43,9 | 42,8 | 41,7 | 44,4 | 38,3 | 35    | 31,7  | 44,4  |
| Средний суточный максимум, °C              | 18   | 21   | 25   | 28   | 32   | 34   | 36   | 36   | 34   | 29   | 24    | 19    |       |
| Средняя температура, °C                    | 8,4  | 10,7 | 15,1 | 19,2 | 23,2 | 26,7 | 28,8 | 28,7 | 25,5 | 20,3 | 14,3  | 9,7   | 19,2  |
| Средний суточный минимум, °C               | 6    | 7    | 12   | 15   | 19   | 22   | 23   | 23   | 21   | 16   | 11    | 7     |       |
| Абсолютный минимум, °C                     | −5,6 | −6,7 | −4,4 | 2,2  | 6,1  | 14,4 | 16,7 | 17,2 | 10,6 | −1,7 | −3,3  | −11,7 | −11,7 |
| Норма осадков, мм                          | 43   | 36   | 39   | 50   | 78   | 72   | 53   | 59   | 103  | 68   | 45    | 44    | 689   |
| Источник: weatherbase.com, intellicast.com |      |      |      |      |      |      |      |      |      |      |       |       |       |

## Население
Согласно переписи населения 2010 года в городе проживало 2445 человек, было 847 домохозяйств и 613 семей. Расовый состав города: 91,6 % — белые, 0,9 % — афроамериканцы, 0,5 % — 
коренные жители США, 0,3 % — азиаты, 0 % — жители Гавайев или Океании, 5,5 % — другие расы, 1,2 % — две и более расы. Число испаноязычных жителей любых рас составило 50,6 %.
Из 847 домохозяйств, в 39,1 % живут дети младше 18 лет. 50,1 % домохозяйств представляли собой совместно проживающие супружеские пары (21,4 % с детьми младше 18 лет), в 14,9 % домохозяйств женщины проживали без мужей, в 7,4 % 
домохозяйств мужчины проживали без жён, 27,6 % домохозяйств не являлись семьями. В 24,4 % домохозяйств проживал только один человек, 13,5 % составляли одинокие пожилые люди (старше 65 лет). Средний размер домохозяйства составлял 2,72 человека. Средний размер семьи — 3,21 человека.
Население города по возрастному диапазону распределилось следующим образом: 29,4 % — жители младше 20 лет, 21,1 % находятся в возрасте от 20 до 39, 30,9 % — от 40 до 64, 18,4 % — 65 лет и старше. Средний возраст составляет 39,1 года.
Согласно данным опросов пяти лет с 2012 по 2016 годы, медианный доход домохозяйства в Джордж-Уэсте составляет 47 955 долларов США в год, медианный доход семьи — 56 875 долларов. Доход на душу населения в городе составляет 17 303 долларов. Около 16,9 % семей и 17,2 % населения находятся за чертой бедности. В том числе 21,4 % в возрасте до 18 лет и 16,5 % старше 65 лет.

## Местное управление

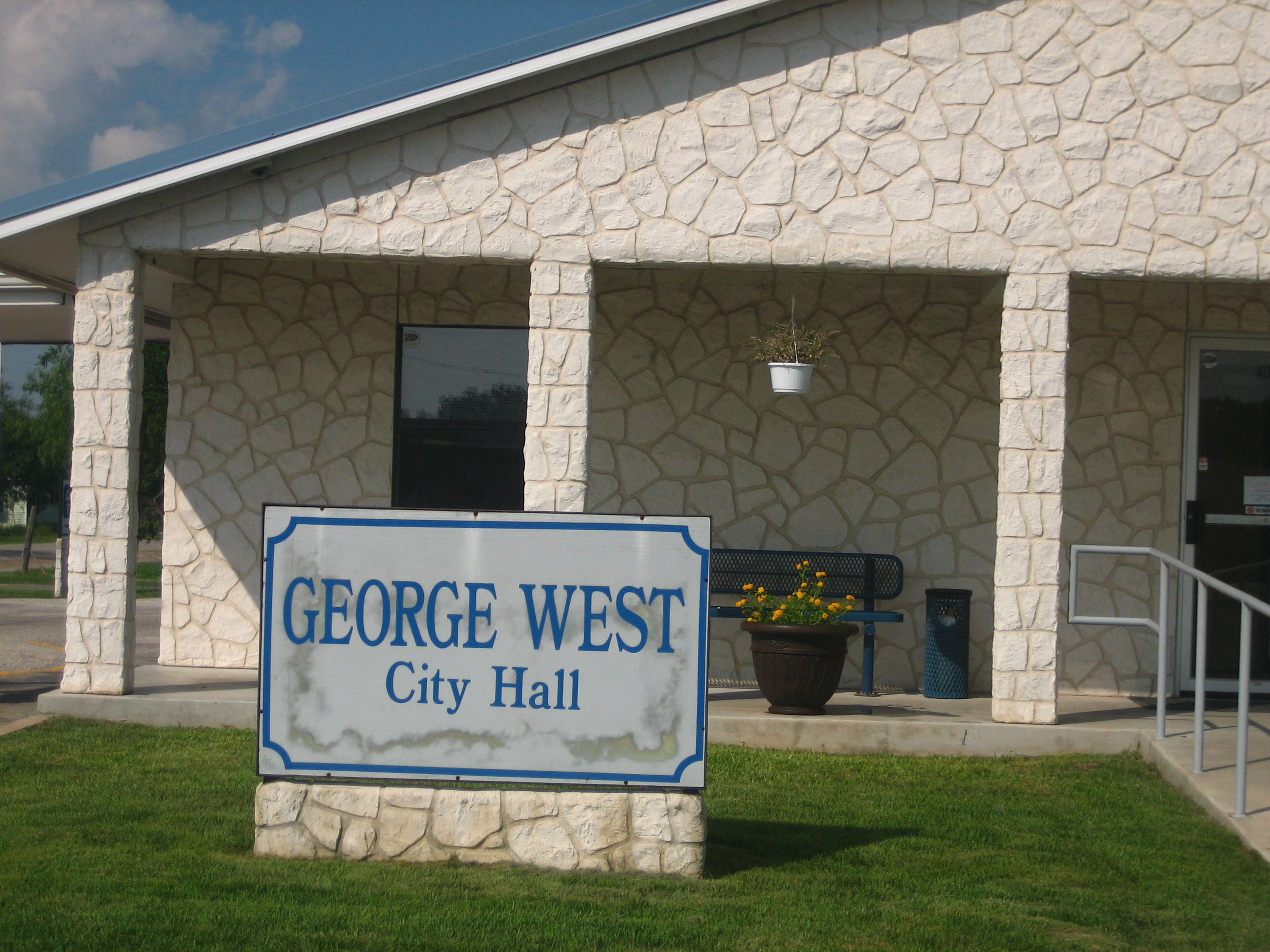
Городская ратуша Джордж-Уэста

Управление городом осуществляется мэром и городским советом, состоящим из 5 человек. Городской совет назначает из своего состава заместителя мэра.
Другими важными должностями, на которые происходит наём сотрудников, являются:
- Сити-менеджер
- Городской секретарь
- Шеф полиции
- Шеф пожарной охраны
- Городской юрист

## Инфраструктура и транспорт
Основными автомагистралями, проходящими через Джордж-Уэст, являются:
- автомагистраль 59 США идёт с востока от Бивилла на юго-запад к Ларедо.
- автомагистраль 281 США идёт с севера от Сан-Антонио на юг к Алису.

В городе располагается аэропорт округа Лайв-Ок. Аэропорт располагает одной взлётно-посадочной полосой длиной 1158 метров. Ближайшим аэропортом, выполняющим коммерческие рейсы, является международный аэропорт Корпус-Кристи. Аэропорт находится примерно в 100 километрах к юго-востоку от Джордж-Уэста.

## Образование
Город обслуживается независимым школьным округом Джордж-Уэст.

## Отдых и развлечения
Рядом с городом находятся две зоны отдыха штата Техас — парк Чок-Каньон и зона отдыха озеро Корпус-Кристи. Река Нуэсес является популярным местом рыбалки, а регион, в котором находится город — популярное место охоты на оленей, индеек, голубей и перепёлок.
В Джордж-Уэсте располагаются исторический музей Грейс Армантраут (англ. Grace Armantrout Museum) и окружная библиотека.
Ежегодно в марте в городе проходит окружная ярмарка.